# Atlanta Falcons
Atlanta Falcons este un club de fotbal american din Atlanta, Georgia. Fac parte din Divizia de Sud a National Football Conference (NFC) în National Football League (NFL). Falcons s-au alăturat NFL în 1965 ca echipă de expansiune, după ce NFL i-a oferit proprietarului Rankin Smith o franciză pentru a nu se alătura rivalei American Football League (AFL). AFL în schimb i-a oferit o franciză la Miami, Florida (Miami Dolphins). Singura lor apariție în Super Bowl a fost Super Bowl XXXIII.